# Polski Instytut Ekonomiczny
Polski Instytut Ekonomiczny (PIE) – państwowa osoba prawna z siedzibą w Warszawie.

## Opis
PIE jest think tankiem gospodarczym, utworzonym 22 września 2018 r. z przekształcenia Instytutu Badań Rynku, Konsumpcji i Koniunktur – Państwowego Instytutu Badawczego (IBRKK-PIB). Na mocy ustawy z dnia 20 lipca 2018 r. o Polskim Instytucie Ekonomicznym PIE przejął składniki majątkowe i niemajątkowe IBRKK-PIB, jego należności i zobowiązania, a pracownicy IBRKK-PIB stali się automatycznie pracownikami PIE. 
Na podstawie ustawy z dnia 15 maja 2024 r. o zmianie niektórych ustaw związanych z funkcjonowaniem administracji rządowej PIE jest nadzorowany przez Ministerstwo Finansów. Zgodnie z ustawą o Polskim Instytucie Ekonomicznym, do jego głównych zadań należy: prowadzeniem badań naukowych w zakresie nauk ekonomicznych i społecznych oraz przekazywanie ich wyników organom władzy publicznej, przygotowywanie analiz, ekspertyz i studiów prognostycznych z zakresu nauk ekonomicznych i społecznych oraz popularyzacja polskich badań naukowych z zakresu nauk ekonomicznych i społecznych w kraju oraz za granicą . 
Przekształcenie IBRKK w PIE (IBRKK-PIB był instytutem badawczym w świetle ustawy z dnia 30 kwietnia 2010 r.) oznaczało m.in. likwidację trzech wydawanych w IBRKK-PIB czasopism naukowych („Handel Wewnętrzny”, „Konsumpcja i Rozwój” i „Unia Europejska”).
Działalność instytutu jest finansowana z budżetu państwa w ramach części 16 – Kancelaria Prezesa Rady Ministrów.

## Kierownictwo[7]
- Maciej Sobolewski – dyrektor[8]
- Andrzej Kubisiak – zastępca dyrektora
- Paweł Śliwowski – zastępca dyrektora